# Plebejus atrapraetextus
Plebejus atrapraetextus är en fjärilsart som beskrevs av William D. Field 1939. Plebejus atrapraetextus ingår i släktet Plebejus och familjen juvelvingar. Inga underarter finns listade i Catalogue of Life.